# 聖安東尼奧德奧連特
聖安東尼奧德奧連特（西班牙語：San Antonio de Oriente），是洪都拉斯的城鎮，位於該國中部，由弗朗西斯科-莫拉桑省負責管轄，始建於1826年，面積227.27平方公里，海拔高度1,173米，2001年人口12,063，人口密度每平方公里53.08人。
14°2′N 87°3′W / 14.033°N 87.050°W